# Tighennif
Tighennif ist eine Stadt und Gemeinde in der Provinz Muaskar in Algerien. Laut der Volkszählung von 2008 hat es eine Bevölkerung von 94.210.

## Geschichte

### Französische Kolonialzeit
Die Stadt wurde am 28. Januar 1870 als Palikao von den Franzosen gegründet. Benannt wurde sie nach dem französischen General Cousin-Montauban,  nach seinem Sieg über die Chinesen in der Schlacht von Palikao im Jahr 1860 genannt Graf von Palikao. Seit der Unabhängigkeit Algeriens 1962 heißt die Stadt Tighennif.

### Ausgrabungen bei Tighennif

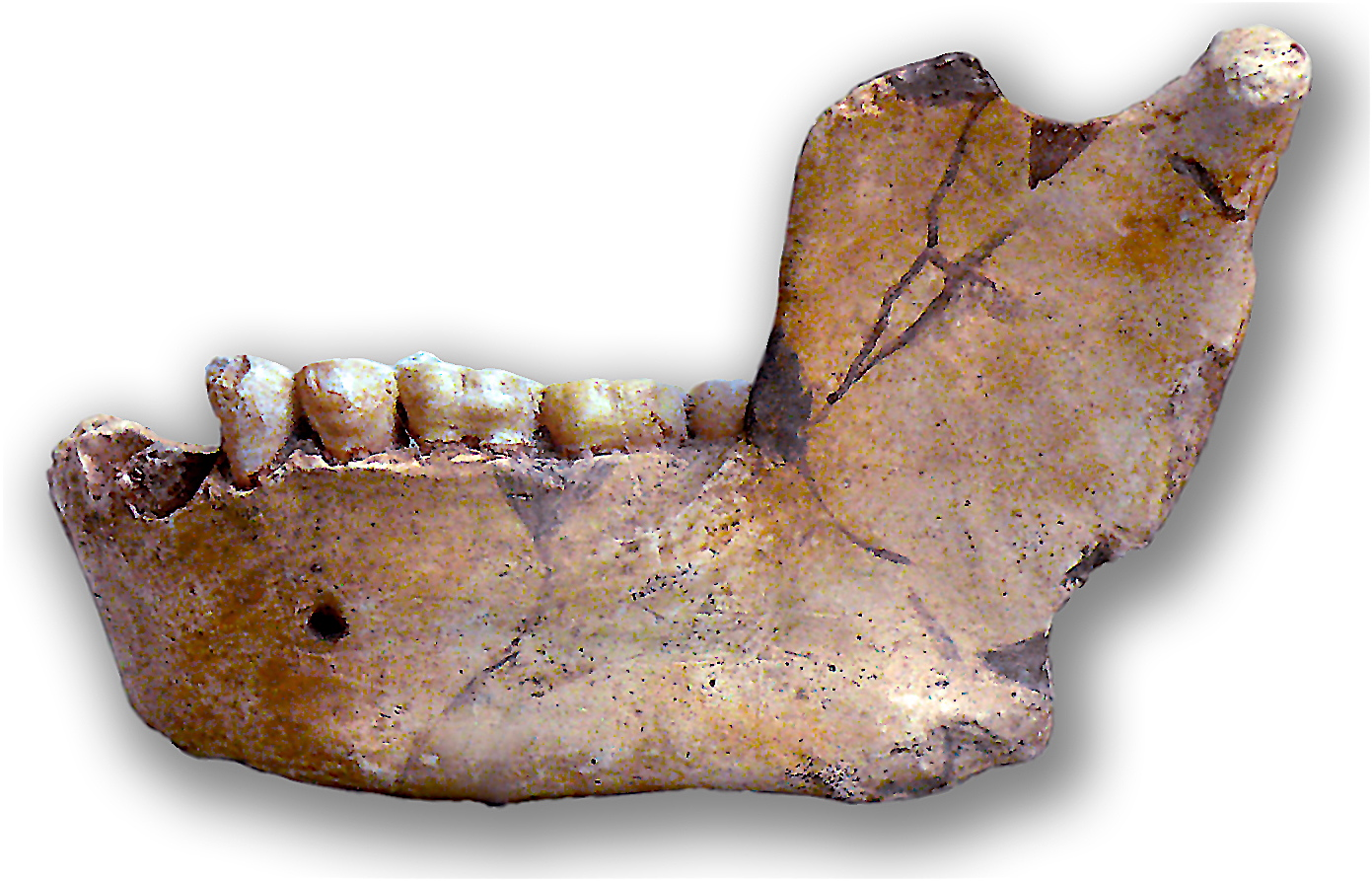
Unterkiefer des Atlanthropus mauritanicus, Fundort Tighennif

Die Entdeckungen und Ausgrabungen, die in der Region stattfanden, haben den Fund eines Elefantenfriedhofs der ausgestorbenen Art namens Atlantischer Elefant offenbart. Dieses Tier lebte in prähistorischen Zeiten. Ein Mensch in Nordafrika, ein prähistorischer Mensch oder der Atlas-Mensch, wurde im Oktober 1952 bekannt gegeben, nachdem er die Fossilien und Werkzeuge, die in dieser Zeit verwendet wurden, in Anwesenheit von vierzig Spezialisten aus untersucht hatte auf der ganzen Welt und Dr. Leakey, Direktor des Museums von Nairobi. Die Stadt Ternnifen oder Tighennif ist ein Berberwort für die beiden Teiche, die seit der Zeit der Rustaminer und der Almohaden von Besuchern besucht wurden, und ihre Geschichte wird auf mehr als 500.000 Jahre geschätzt.
In Tighennif gibt es eine archäologische Fundstätte der Acheuléenkultur, an der viele Tier- und Menschenknochen gefunden wurden. Die Fundstätte wurde bereits 1872 entdeckt. 1931 und 1954 bis 1956 fanden Grabungen statt, dann erneut durch ein französisch-algerisches Team von 1981 bis 1983. Bereits 1878 wurden hier Knochen von Elefanten und Flusspferden gefunden,
Der Unterkiefer von Ternifine (heute: Tighénif), ein Scheitelbein und einige Zähne von Kindern wurden 1954 in einem Steinbruch 20 km östlich von Muaskar geborgen und zunächst als Atlanthropus mauritanicus bezeichnet. Aufgrund ihres Alters von 700.000 Jahren werden sie heute Homo erectus zugeschrieben und gelegentlich als Homo erectus mauritanicus bezeichnet. Der Datierung zufolge handelt es sich um die ältesten menschlichen Überreste Nordwestafrikas.
In der Ausgrabungsstätte fanden sich auch Relikte von bearbeiteten Steinen der Acheuléenkultur, darunter viele Faustkeile.

## Klima
Tighennif befindet sich in der subtropischen Klimazone. Die Jahresdurchschnittstemperatur beträgt 17,4 Grad Celsius, die jährliche Niederschlagsmenge 366 Millimeter im Mittel. Die wärmsten Monate sind Juli und August mit durchschnittlich 24,2 bis 24,8 Grad Celsius, die kältesten Monate Dezember bis Februar mit 11,7 bis 12,4 Grad Celsius im Mittel. Der meiste Niederschlag fällt von Oktober bis April mit durchschnittlich 32 bis 67 Millimeter, der wenigste von Mai bis September mit eins bis 19 Millimeter im Mittel.
|                       | Jan  | Feb  | Mär  | Apr  | Mai  | Jun  | Jul  | Aug  | Sep  | Okt  | Nov  | Dez  |   |      |
| Mittl. Tagesmax. (°C) | 16,0 | 16,9 | 19,3 | 20,6 | 24,1 | 26,9 | 30,1 | 30,8 | 28,7 | 24,6 | 20,5 | 16,8 | ⌀ | 23   |
| Mittl. Tagesmin. (°C) | 7,1  | 7,5  | 9,7  | 11,4 | 14,2 | 17,5 | 20,1 | 20,5 | 18,6 | 14,5 | 10,9 | 7,9  | ⌀ | 13,4 |
|                       |      |      |      |      |      |      |      |      |      |      |      |      |   |      |
| Niederschlag (mm)     | 44   | 47   | 43   | 40   | 27   | 9    | 2    | 2    | 13   | 34   | 41   | 64   | Σ | 366  |
|                       |      |      |      |      |      |      |      |      |      |      |      |      |   |      |
| Sonnenstunden (h/d)   | 5,9  | 6,3  | 7,7  | 8,3  | 9,6  | 9,9  | 10,5 | 10,2 | 8,9  | 7,4  | 6,0  | 5,4  | ⌀ | 8    |
|                       |      |      |      |      |      |      |      |      |      |      |      |      |   |      |
| Regentage (d)         | 5    | 6    | 6    | 5    | 4    | 1    | 0    | 1    | 2    | 4    | 6    | 7    | Σ | 47   |
|                       |      |      |      |      |      |      |      |      |      |      |      |      |   |      |
| Wassertemperatur (°C) | 15   | 15   | 15   | 16   | 18   | 20   | 23   | 24   | 23   | 21   | 18   | 16   | ⌀ | 18,7 |
|                       |      |      |      |      |      |      |      |      |      |      |      |      |   |      |
| Luftfeuchtigkeit (%)  | 80   | 77   | 74   | 73   | 69   | 70   | 69   | 68   | 72   | 75   | 77   | 78   | ⌀ | 73,5 |

| 7,1 |

| 7,5 |

| 9,7 |

| 11,4 |

| 14,2 |

| 17,5 |

| 20,1 |

| 20,5 |

| 18,6 |

| 14,5 |

| 10,9 |

| 7,9 |

| 7,1 |

| 7,5 |

| 9,7 |

| 11,4 |

| 14,2 |

| 17,5 |

| 20,1 |

| 20,5 |

| 18,6 |

| 14,5 |

| 10,9 |

| 7,9 |

## Persönlichkeiten
- Sid Ahmed Ghozali (1937–2025), Politiker und Minister